# 다하우 해방 보복

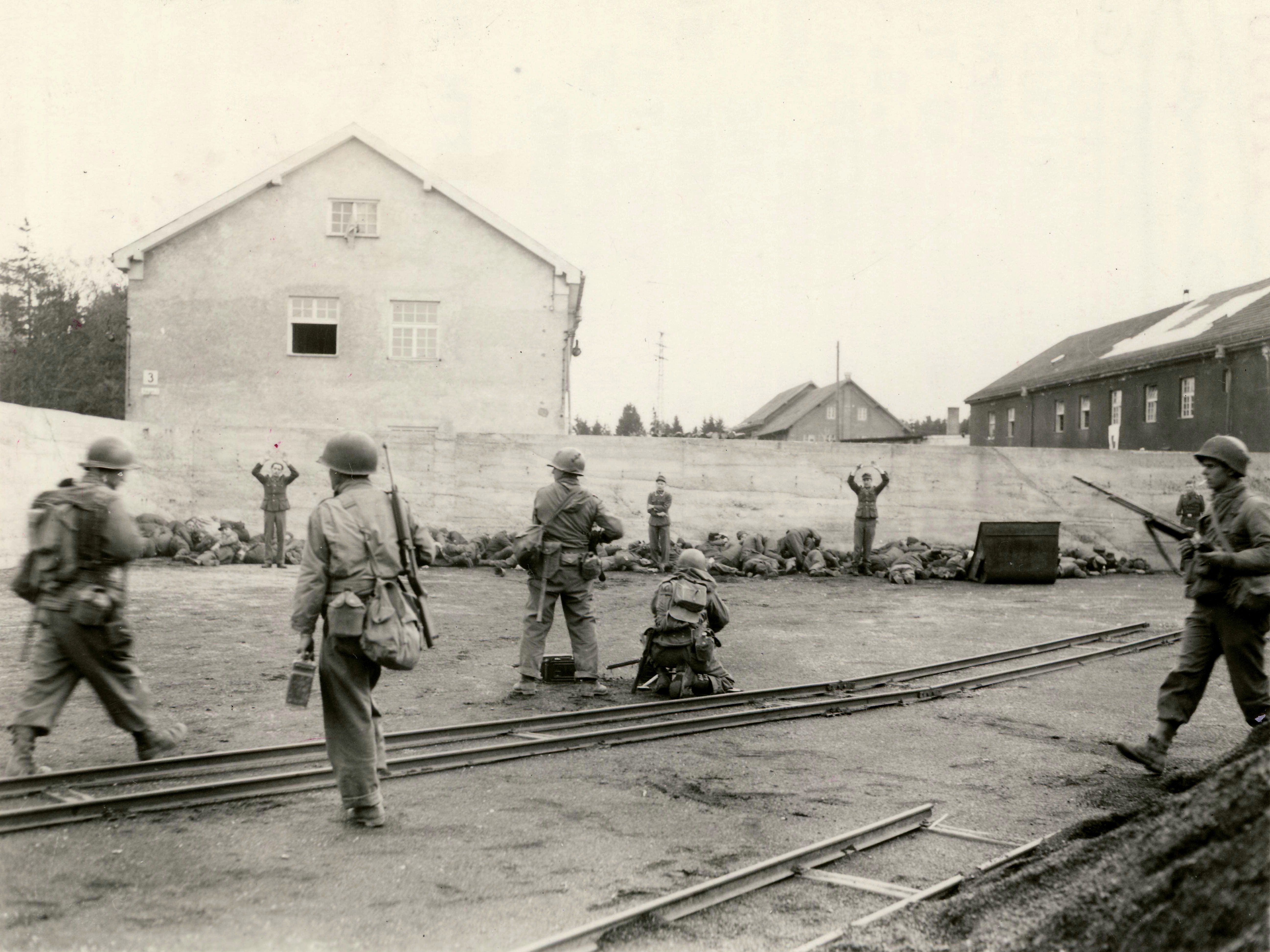

다하우 해방 보복(Dachau liberation reprisals) 작전 동안, 독일 SS 부대는 제2차 세계 대전 중 1945년 4월 29일 다하우 강제 수용소에서 분노한 미군과 강제 수용소 수감자에 의해 살해되었다. 이 사건으로 얼마나 많은 SS 경비병이 사망했는지는 불분명하지만, 대부분의 추정치는 사망자 수를 약 35명에서 50명 사이로 보고 있다. 수용소가 해방되기 며칠 전에 수용소의 SS 경비병들은 7,000명의 수감자를 죽음의 행진으로 몰아넣었고, 그 결과 많은 사람들이 노출과 총격으로 사망했다. 연합군이 다하우를 해방했을 때, 그들은 수감자들의 시체가 산더미처럼 쌓인 것을 발견하고, 남아 있던 경비병 중 일부가 그들에게 발포했다고 주장하며 그들의 호전적인 태도에 다양한 충격, 공포, 불안, 분노를 느꼈다.